# Ptakh Jung
Ptakh_Jung (Птах_Юнґ) — сучасний український дует музикантів і композиторів Антона Дегтярьова і Володимира Бабушкіна, відомий створенням і виконанням музики для новітнього українського кінематографу.

## Загальні відомості
Гурт є проектом електронного продюсера, композитора і клавішника Антона Дегтярьова (Птах) та композитора і гітариста-експериментатора Володимира Бабушкіна (Юнг). Менеджер проекту — Євгенія Устінова.
Дует створює музику з нетиповим для української сцени звучанням — поєднує сучасну класику, ембієнт, грандж, нойз та електроніку. Їхню музику «справедливо можна назвати новітньою академічною музикою, бо кожна композиція Ptakh_Jung — це історія з потужною драматургією, симфонічною глибиною і кінематографічним саспенсом». Самі музиканти описують свій стиль як «тріп між неокласикою і пост-роком».
У своїх виступах дует співпрацює з віджейкою та аніматоркою VJ Reinish — візуальною художницею Світланою Рейніш.
Співробітничають з молодими українськими кінорежисерами Ніконом Романченком, Ганною Смолій, Максимом Наконечним, Марисею Нікітюк, Світланою Ліщинською, Іриною Цілик, Аліною Горловою, для фільмів яких Ptakh_Jung створює музику.
Дует грав наживо на перформансі письменника Олександра Михеда, який під їхню музику читав свої оповідання з артбуку «Мороки». Створили музику для документального фільму польської режисерки Пауліни Скібінської «Obiekt», що отримав премію спеціального журі кінофестивалю «Санденс» (США).
Під час кінематографічного фестивалю «Німі ночі» дует представив сучасний оригінальний саундтрек до відновленого фільму 1930 року «Людина і мавпа».
Володимир Бабушкін також є гітаристом гурту Пирятин.

## Твори
- Музика до фільму «Явних проявів немає» Аліни Горлової;
- Музика до фільму «Obiekt» польської режисерки Пауліни Скібінської;
- Музика до фільму «Кома» Нікона Романченка;
- Музика до фільму «Намір» Анни Смолій за мотивами роману «Намір!» Любка Дереша;
- Музика до фільму «Невидима» Максима Наконечного;
- Саундтрек до фільму «Людина з кіноапаратом» Дзиґи Вертова;
- Саундтрек до фільму «Невидимий Батальйон»;
- Саундтрек до фільму «Людина і мавпа» Андрія Вінницького;
- Саундтрек до фільму «Дніпро в бетоні»
- «Молитва»; «На дні»; «Лабіринт»; «Птахи»; «Галенка»
- «Monika»[6]
- «Dnipro» (сингл із кліпом Світлани Рейніш)[7]

## Альбоми
- 2018 — Black Period — перший студійний мініальбом дуету, присвячений космічній тематиці, є музичною фантазією на тему теорії великого вибуху. Включає 4 треки: Black Period (1), Object (2), Monika (3), Encounter (4).[8] Заголовний трек був написаний для однойменної виставки художника Олекси Манна. Визнаний міні-альбомом року (2018) за версією COMMA.[9]